# Mayanga Maku
Mayanga Maku (Léopoldville, Congo Belga, 31 de octubre de 1948) es un exfutbolista y entrenador de fútbol de la República Democrática del Congo que jugaba en la posición de delantero.

## Carrera

### Club
Jugó toda su carrera con el AS Vita Club de 1968 a 1982, equipo con el que fue campeón nacional en siete ocasiones, ganó siete copas nacionales y la Copa Africana de Clubes Campeones 1973.

### Selección nacional
Jugó para Zaire en 23 ocasiones de 1970 a 1979 y anotó ocho goles; participó en la Copa Mundial de Fútbol de 1974, ganó la Copa Africana de Naciones 1974 y fue nombrado en el equipo ideal de la Copa Africana de Naciones en dos ocasiones.

### Entrenador
Fue entrenador interino de República Democrática del Congo en dos periodos en 2001.

## Logros

### Club
- Linafoot (7): 1970, 1971, 1972, 1973, 1975, 1977, 1980
- Copa de Zaire (7): 1971, 1972, 1973, 1975, 1977, 1981, 1982
- Copa Africana de Clubes Campeones (1): 1973

### Selección nacional
- Copa Africana de Naciones (1): 1974

### Individual
- Equipo Ideal de la Copa Africana de Naciones en 1972 y 1974.[4]
- Seleccionado en la lista de los 200 mejores futbolistas africanos de la historia en 2006.[5]